# 国际都哈联盟
国际都哈联盟为国际性非盈利组织，由大卫·巴克倡议建立,成立于2003年,由来自各学科领域的科学家和临床医生组成(31个主要委员会成员),其主要研究方向是健康和疾病的发育起源即都哈理论。